# 吳控股
吳控股有限公司，簡稱吳控股（英語：GK Goh Holdings Limited，SGX：G41），在1979年由吳玉欽（主席）創立，專門在新加坡、香港等經營投资收入、佣金和经纪收入，以及其他收入。總裁為吴友仁。
據了解，吳控股持有寶德龍有限公司29.7%股權，而最久事例，便是在1999年，當時和唯高達（DBS唯高達前身）合併，但由於作價問題，以及更多因素而終止，當時總代價為15億新加坡元。
而股份在1990年6月14日於新加坡交易所主板上市。總部位於50 Raffles Place #33-00 Singapore Land Tower Singapore 048623。

## 連結
- GKGoh.com（页面存档备份，存于）